# Rhododendron igneum
Rhododendron igneum är en ljungväxtart som beskrevs av John Macqueen Cowan. Rhododendron igneum ingår i släktet rododendron, och familjen ljungväxter. Inga underarter finns listade i Catalogue of Life.